# پایگاه هوایی ختافه
پایگاه هوایی ختافه (به انگلیسی: Getafe Air Base) (به زبان بومی: Base Aérea de getafe) یک فرودگاه نظامی است که یک باند فرود آسفالت دارد و طول باند آن ۲۴۸۰ متر است. این فرودگاه در شهر ختافه کشور اسپانیا قرار دارد و در ارتفاع ۶۲۰ متری از سطح دریا واقع شده‌است.